# Feldhandball-Bundesliga 1968
Die Feldhandball-Bundesliga 1968 war die zweite Bundesliga-Saison im deutschen Feldhandball. Die Spiele um die 19. Feldhandball-Meisterschaft des DHB wurden in einer Nord- und in einer Südstaffel zwischen April und September 1968 ausgetragen; das Endspiel fand am 8. September 1968 vor 23.000 Zuschauern im Düsseldorfer Rheinstadion statt.
Neuer Deutscher Meister wurde der TV Oppum 1894, der im Finale der Staffelsieger die SG Leutershausen mit 18:16 besiegte. Nach der Meisterschaft 1966 gewann Oppum damit den zweiten Feldhandball-Titel der Vereinsgeschichte; die SG Leutershausen, die im Frühjahr die Hallenmeisterschaft 1968 gefeiert hatte, verfehlte knapp die Doppelmeisterschaft.
Absteiger in die Regionalligen waren Eintracht Hildesheim, der BSV Solingen 1898, der TSV 1905 Rot und der TSV Siemensstadt.
Den erstmals ausgetragenen Feldhandball-Europapokal gewann der Deutsche Meister des Vorjahres, TSV Grün-Weiß Dankersen, der sich gegen Vereine aus Suhr (Schweiz), Linz (Österreich) und Hengelo (Niederlande) souverän durchsetzen konnte.

## Modus
Die Liga wurde in zwei Staffeln mit je zehn Mannschaften ausgetragen, den Bundesligen Nord und Süd. In Hin- und Rückspielen wurden die beiden Staffelsieger ermittelt, die das Endspiel um die Deutsche Meisterschaft austrugen.
Die letzten beiden Mannschaften jeder Staffel mussten in die Regionalligen absteigen. Bei Punktgleichheit nach dem letzten Spieltag wurden Entscheidungsspiele durchgeführt.

### Aufsteiger
Die Regionalligameister dieser Sommersaison 1968 qualifizierten sich für die Teilnahme an der folgenden Bundesliga-Saison 1969. Dabei waren für die Nordstaffel die Sportfreunde Hamborn 07 (Regionalmeister West) und der Hohner SV Eintracht (Regionalmeister Nord), für die Südstaffel die SG Dietzenbach (Regionalmeister Südwest) direkt qualifiziert. Der zweite Aufsteiger in die Südstaffel wurde in zwei Qualifikationsspielen zwischen dem Regionalmeister Süd, TC Frisch Auf Göppingen, und dem Berliner Meister Reinickendorfer Füchse ermittelt, dabei setzte sich Göppingen durch (13:12/11:16); beide Spiele fanden in Berlin statt.

## Zusammenfassung Saisonverlauf
Die SG Leutershausen konnte die Form der Hallensaison konservieren, gab zu Hause nur einen Punkt ab, verlor nur zwei Auswärtsspiele, und konnte damit den Vorjahresfinalisten TV Großwallstadt in der Bundesliga Süd knapp auf Distanz halten. Härtester Konkurrent des Staffelsiegers TV Oppum im Norden war der Vorjahresmeister TSV Grün-Weiß Dankersen.
Im Endspiel der beiden Staffelsieger hatte zunächst Leutershausen den Vorteil auf seiner Seite, zur Halbzeit führten die Nordbadener mit vier Toren Vorsprung (8:4) und schienen auf dem besten Weg zur Doppelmeisterschaft. Lediglich eines der vier Oppumer Tore resultierte bis dahin aus dem laufenden Spiel, die anderen drei aus Strafwürfen. Der TVO resignierte aber nicht und es gelang der Mannschaft, das Spiel zu drehen. Anders als in der ersten Spielhälfte landete jetzt jeder Ball im Tor, und die Oppumer gewannen verdient, weil Leutershausen zunehmend nervös wurde und in der letzten Viertelstunde „den Kopf verlor“, wie der Leutershausener Trainer Bernd Kuchenbecker festhielt.

### Bundesliga Nord

#### Tabelle
|     | Abschlusstabelle Nord       | Sp. | S  | U | N  | Tore    | Diff. | Punkte |
| --- | --------------------------- | --- | -- | - | -- | ------- | ----- | ------ |
| 1.  | TV Oppum 1894               | 18  | 13 | 0 | 5  | 211:187 | +24   | 26:10  |
| 2.  | TSV Grün-Weiß Dankersen (M) | 18  | 10 | 3 | 5  | 212:193 | +19   | 23:13  |
| 3.  | Hamburger SV                | 18  | 10 | 1 | 7  | 214:190 | +24   | 21:15  |
| 4.  | TuS 05 Wellinghofen         | 18  | 10 | 1 | 7  | 229:211 | +18   | 21:15  |
| 5.  | VfL Bad Schwartau (A)       | 18  | 8  | 3 | 7  | 217:225 | −8    | 19:17  |
| 6.  | VfL Gummersbach             | 18  | 8  | 1 | 9  | 228:230 | −2    | 17:19  |
| 7.  | TV Angermund 09 (A)         | 18  | 7  | 1 | 10 | 221:224 | −3    | 15:21  |
| 8.  | Eintracht Hildesheim        | 18  | 7  | 1 | 10 | 232:238 | −6    | 15:21  |
| 9.  | Büdelsdorfer TSV            | 18  | 7  | 1 | 10 | 196:208 | −12   | 15:21  |
| 10. | BSV Solingen 1898           | 18  | 4  | 0 | 14 | 189:243 | −54   | 8:28   |

Entscheidungsspiele um den Ligaverbleib wegen Punktgleichheit auf den Plätzen 7, 8 und 9:
Büdelsdorfer TSV – Eintracht Hildesheim: 10:9
Eintracht Hildesheim – TV Angermund 09: 11:13
TV Angermund 09 – Büdelsdorfer TSV: – (nicht mehr durchgeführt)
Absteiger: Eintracht Hildesheim, BSV Solingen 1898

#### Ergebnisse
Ergebnisse der Spiele der Bundesliga Nord dieser Saison
Heimmannschaft: linke Spalte / Gastmannschaft: obere Zeile
| Bundesliga Nord 1968 | TV Oppum 1894 | TSV Grün-Weiß Dankersen | Hamburger SV | TuS 05 Wellinghofen | VfL Bad Schwartau | VfL Gummersbach | TV Angermund 09 | Eintracht Hildesheim | Büdelsdorfer TSV | BSV Solingen 1898 |
| -------------------- | ------------- | ----------------------- | ------------ | ------------------- | ----------------- | --------------- | --------------- | -------------------- | ---------------- | ----------------- |
| TV Oppum             |               | 12:8                    | 12:11        | 11:10               | 16:8              | 11:9            | 11:10           | 17:11                | 13:7             | 14:12             |
| GW Dankersen         | 7:6           |                         | 8:8          | 13:8                | 10:10             | 15:13           | 16:11           | 12:11                | 16:9             | 12:13             |
| Hamburger SV         | 11:9          | 10:9                    |              | 10:12               | 10:9              | 19:12           | 13:12           | 12:7                 | 18:13            | 12:8              |
| TuS Wellinghofen     | 18:11         | 5:7                     | 10:8         |                     | 19:14             | 11:11           | 12:9            | 16:11                | 8:10             | 14:15             |
| VfL Bad Schwartau    | 11:6          | 15:15                   | 12:11        | 13:10               |                   | 8:12            | 8:15            | 16:12                | 10:9             | 17:9              |
| VfL Gummersbach      | 11:16         | 15:13                   | 8:14         | 15:18               | 18:13             |                 | 18:11           | 15:16                | 18:10            | 12:4              |
| TV Angermund         | 11:13         | 12:17                   | 17:14        | 12:13               | 11:16             | 14:7            |                 | 12:11                | 16:9             | 15:12             |
| Eintracht Hildesheim | 6:7           | 15:12                   | 14:12        | 11:15               | 15:16             | 20:15           | 13:13           |                      | 11:10            | 18:12             |
| Büdelsdorfer TSV     | 12:9          | 11:12                   | 9:8          | 17:10               | 12:12             | 12:13           | 14:7            | 11:10                |                  | 12:7              |
| BSV Solingen         | 14:17         | 9:10                    | 9:13         | 13:20               | 15:9              | 5:6             | 7:13            | 15:20                | 10:9             |                   |

### Bundesliga Süd

#### Tabelle
|     | Abschlusstabelle Süd | Sp. | S  | U | N  | Tore    | Diff. | Punkte |
| --- | -------------------- | --- | -- | - | -- | ------- | ----- | ------ |
| 1.  | SG Leutershausen     | 18  | 15 | 1 | 2  | 304:228 | +76   | 31:5   |
| 2.  | TV Großwallstadt     | 18  | 14 | 1 | 3  | 307:237 | +70   | 29:7   |
| 3.  | TSV Birkenau         | 18  | 11 | 1 | 6  | 254:231 | +23   | 23:13  |
| 4.  | TV Hochdorf          | 18  | 9  | 1 | 8  | 254:248 | +6    | 19:17  |
| 5.  | TSV 1860 Ansbach     | 18  | 9  | 0 | 9  | 274:250 | −24   | 18:18  |
| 6.  | TuS Schutterwald     | 18  | 8  | 0 | 10 | 205:224 | −19   | 16:20  |
| 7.  | TS Steinheim 1874    | 18  | 7  | 1 | 10 | 206:215 | −9    | 15:21  |
| 8.  | SV Harleshausen (A)  | 18  | 6  | 3 | 9  | 208:229 | −21   | 15:21  |
| 9.  | TSV 1905 Rot         | 18  | 5  | 1 | 12 | 236:294 | −58   | 11:25  |
| 10. | TSV Siemensstadt (A) | 18  | 1  | 1 | 16 | 205:297 | −92   | 3:33   |

Absteiger: TSV 1905 Rot, TSV Siemensstadt

#### Ergebnisse
Ergebnisse der Spiele der Bundesliga Süd dieser Saison
Heimmannschaft: linke Spalte / Gastmannschaft: obere Zeile
| Bundesliga Süd 1968 | SG Leutershausen | TV Großwallstadt | TSV Birkenau | TV Hochdorf | TSV Ans. | TuS Schutterwald | TS Steinheim 1874 | SV Harl. | TSV 1905 Rot | TSV Siem. |
| ------------------- | ---------------- | ---------------- | ------------ | ----------- | -------- | ---------------- | ----------------- | -------- | ------------ | --------- |
| SG Leutershausen    |                  | 21:15            | 16:8         | 14:14       | 21:14    | 26:11            | 21:15             | 21:13    | 14:13        | 27:15     |
| TV Großwallstadt    | 18:13            |                  | 19:12        | 24:15       | 18:14    | 17:12            | 11:5              | 9:9      | 26:10        | 20:12     |
| TSV Birkenau        | 16:12            | 13:12            |              | 13:8        | 14:9     | 16:11            | 14:13             | 18:10    | 23:12        | 14:7      |
| TV Hochdorf         | 9:10             | 19:20            | 19:13        |             | 20:16    | 11:16            | 10:9              | 19:9     | 20:18        | 19:13     |
| TSV Ansbach         | 16:17            | 25:18            | 14:19        | 15:9        |          | 15:10            | 10:14             | 16:10    | 15:6         | 20:14     |
| TuS Schutterwald    | 8:10             | 14:18            | 15:11        | 7:12        | 10:8     |                  | 13:10             | 6:10     | 18:8         | 18:10     |
| TS Steinheim        | 10:14            | 10:11            | 11:16        | 7:6         | 12:18    | 13:9             |                   | 6:6      | 14:11        | 19:8      |
| SV Harleshausen     | 9:14             | 9:15             | 17:11        | 18:13       | 13:10    | 8:9              | 8:11              |          | 19:11        | 16:9      |
| TSV Rot             | 10:17            | 14:20            | 15:12        | 14:18       | 15:23    | 14:9             | 18:11             | 12:12    |              | 20:10     |
| TSV Siemensstadt    | 14:16            | 10:16            | 11:11        | 12:13       | 10:16    | 7:9              | 11:16             | 19:12    | 13:15        |           |

### Finale
TV Oppum 1894 – SG Leutershausen: 18:16 (Halbzeit: 4:8)